# Eric Kress
Eric Kress, né le 25 mars 1962  à Zurich en Suisse, est un directeur de la photographie danois.

## Biographie
Eric Kress est né à Zurich d'un père français et d'une mère danoise.

## Filmographie

### Cinéma
- 1997 : Eye of the Eagle (en) de Peter Flinth
- 1998 : Albert
- 2000 : A Place Nearby (en) de Kaspar Rostrup[2]
- 2000 : Lumières dansantes (Blinkende lygter ; Flickering Lights) d'Anders Thomas Jensen
- 2000 : Mirakel
- 2001 : En kort en lang (Shake It All About) de Hella Joof
- 2003 : Rembrandt de Jannik Johansen
- 2004 : The Fakir de Peter Flinth
- 2005 : Steget efter (sv) (« Les Morts de la Saint-Jean ») de  Birger Larsen (sv)
- 2007 : Arn, chevalier du Temple (Arn – The Knight Templar) de Peter Flinth
- 2009 : Millénium de Niels Arden Oplev
- 2013 : The Keeper of Lost Things de Mikkel Nørgaard
- 2013 : Valse pour Monica de Per Fly
- 2014 : The Absent One de Mikkel Nørgaard
- 2014 : Taken 3 d'Olivier Megaton
- 2017 : Colossal de Nacho Vigalondo
- 2017 : L'Expérience interdite : Flatliners de Niels Arden Oplev
- 2019 : Ser du månen, Daniel de Niels Arden Oplev

### Télévision
- 1994-1997 : L'Hôpital et ses fantômes de Lars von Trier (8 épisodes)
- 2002 : Den 5:e kvinnan (sv) (« La Cinquième Femme » ; « The Fifth Woman ») de  Birger Larsen (sv)
- 2010 : Borgen, une femme au pouvoir
- 2011 : Those Who Kill